# Datri
Datri (em védico: धात्री; romaniz.: Dhatri), no hinduísmo, é um dos aditias, ou seja, os filhos de Aditi. É tido como o criador do Sol, a Lua, o céu, terra e ar e senhor do mundo. Nos textos pós-védicos é o criador e preservador do mundo e é equivalente a Prajapati e Brama.